# Steele Creek (Alaska)
Steele Creek es un lugar designado por el censo ubicado en el borough de Fairbanks North Star en el estado estadounidense de Alaska. En el Censo de 2010 tenía una población de 6662 habitantes y una densidad poblacional de 27,7 personas por km².

## Geografía
Steele Creek se encuentra en las coordenadas 64°55′36″N 147°23′55″O / 64.92667, -147.39861. Según la Oficina del Censo de los Estados Unidos, Steele Creek tiene una superficie total de 240.46 km², de la cual 240.45 km² corresponden a tierra firme y (0.01%) 0.02 km² es agua.

## Demografía
Según el censo de 2010, había 6662 personas residiendo en Steele Creek. La densidad de población era de 27,7 hab./km². De los 6662 habitantes, Steele Creek estaba compuesto por el 87.39% blancos, el 0.78% eran afroamericanos, el 3.75% eran amerindios, el 0.9% eran asiáticos, el 0.15% eran isleños del Pacífico, el 1.08% eran de otras razas y el 5.94% pertenecían a dos o más razas. Del total de la población el 3.24% eran hispanos o latinos de cualquier raza.